# Пацифида

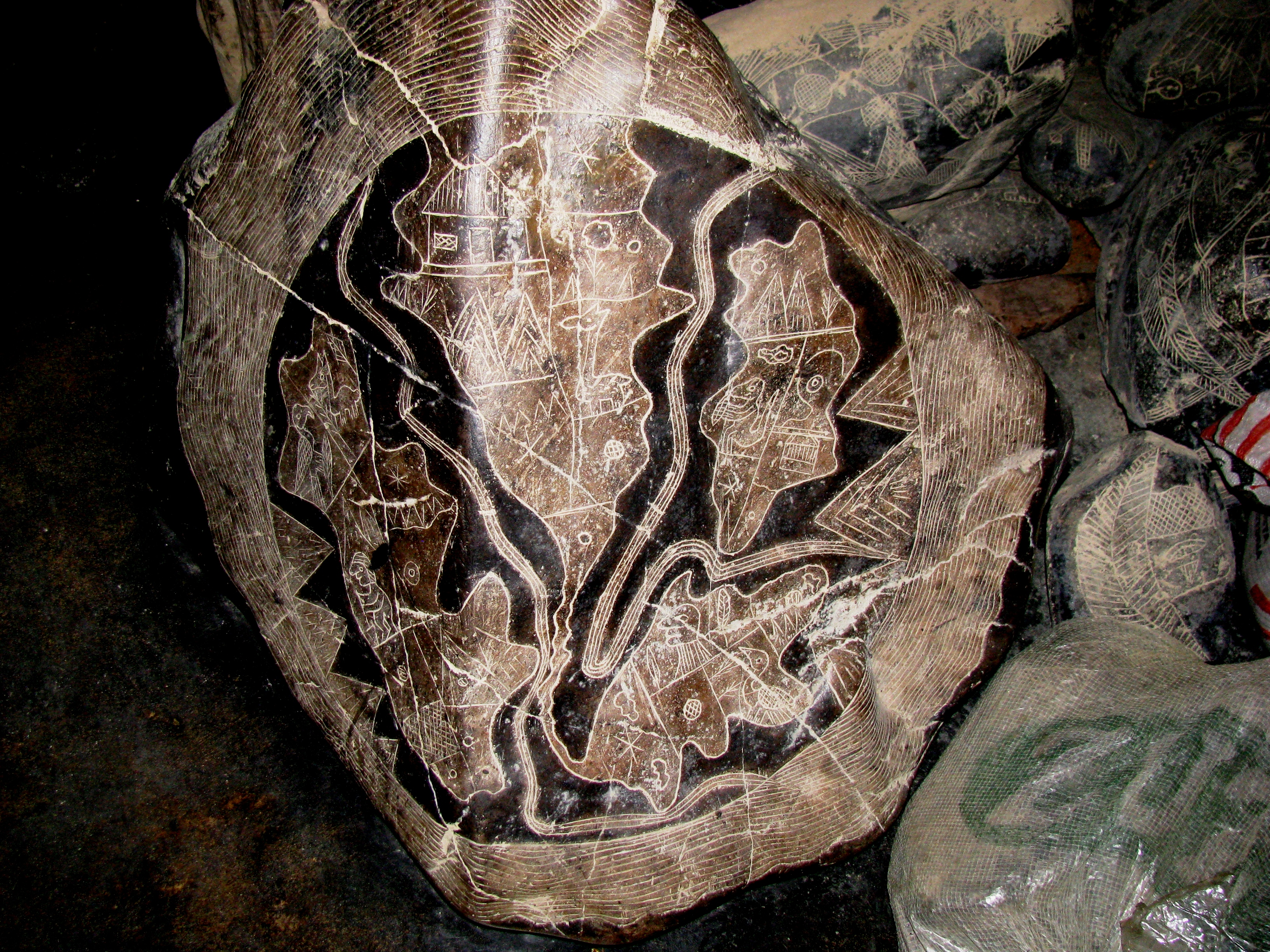
Один из камней Ики с картой Северной (вверху в центре) и Южной Америк
(внизу в центре), слева погибший Континент Му, справа Атлантида

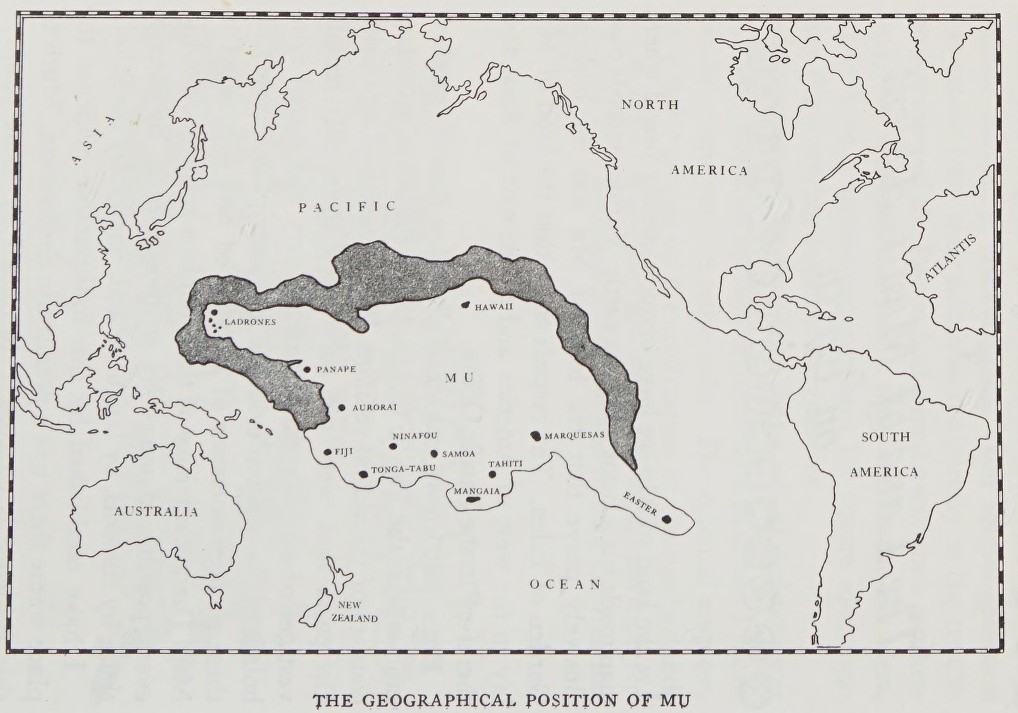
Карта Джеймса Чёрчварда из его книги «Потерянный континент Му» (1927) с гипотетическим расположением Пацифиды

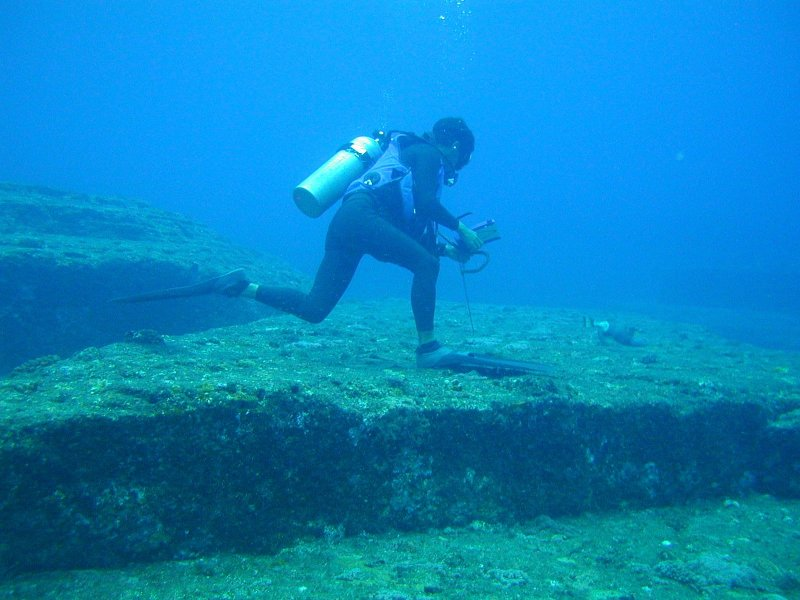
Подводные сооружения около острова Йонагуни (Япония)

Пацифи́да или Пасифи́да (от англ. Pacific Ocean — Тихий океан), также Континент Му — гипотетический затонувший континент в Тихом океане. В древних мифах разных народов часто упоминается остров, субконтинент или даже континент в различных местах современного Тихого океана.
В оккультной и паранаучной литературе о Пацифиде существует множество версий (как об Атлантиде в Атлантическом океане, Лемурии в Индийском, Арктиде-Гиперборее в Северном Ледовитом), часто противоречащих друг другу, основанных на мифах разных народов и, зачастую, фантазиях авторов.

## Термин «Му»
Введён французским аббатом Брассер де Бурбуром (1814—1874) из-за ошибочной интерпретации рукописи майя. В его понимании это обозначение земли на Западе (в Атлантическом океане). Заимствован оккультными писателями Огюстом Лё-Плонжоном (1825—1908) и Джеймсом Чёрчвардом (1851—1936), в трудах которых Му стало обозначением гигантского тихоокеанского материка — праматери всех мировых культур. Термин «Му» часто встречается у мистиков и приверженцев паранаучных теорий. Описания континента и его цивилизации у разных авторов могут сильно различаться.

## Остров Пасхи
Остров Пасхи — один из островов, часто упоминающийся в качестве загадочного и таинственного. Его уединённость, каменные изваяния моаи, связь как с Полинезией, так и с Южной Америкой до сих пор рождает мифы о его происхождении. Легенды гласят, что на острове раньше жило намного больше людей, а сам остров был больше, но опускался постепенно под воду. Хотя доказано, что изготовление статуй вполне возможно, согласно некоторым[каким?] теориям для этого необходимо большее количество людей, чем остров в его современных пределах может прокормить. Геологически же доказано, что береговая линия с момента заселения людьми осталась неизменной. Это говорит о том, что в последнее тысячелетие в человеческой истории острова природных катастроф не происходило.
Кроме того, на некоторых старых картах около острова Пасхи изображены и другие территории. К примеру, Земля Дэвиса, находящаяся (или находившаяся), согласно легендам, около острова Пасхи, в указанном месте отсутствует. По описанию этот остров похож на остров Пасхи, но по размерам он больше.

## Полинезия
Последователи Тура Хейердала считают, что полинезийцы заселили острова Океании с Запада, хотя в их легендах упоминается о предках, пришедших с Востока. С индейцами у полинезийцев мало общего, поэтому сторонники Пацифиды допускают существование некой «промежуточной» земли.
Сторонники гипотезы ссылаются на большое количество вулканических островов в Океании, входящих в Тихоокеанское огненное кольцо. Вулканы очень активны и в наше время, поэтому они предполагают, что небольшие островки — остатки большого континента (или архипелага из крупных островов, сравнимых по площади с большими островами Новой Зеландии или Новой Гвинеей).
Тихоокеанское огненное кольцо очень активно, крупные извержения происходят как у наземных (Кракатау, Майон, Семеру, Пинатубо), так и у подводных вулканов (Тонга). Извержение Кракатау сильнейшим образом изменило этот небольшой остров, также известно и исчезновение острова Туанаки (не путать с атоллом Туанаке), входившего в группу островов Кука.

## Научные представления
Поиски Пацифиды на морском дне практически не проводились. Проводившиеся же исследования не обнаружили доказательств существования континента или большого острова.
Название Пацифида применяется также к доисторическому материку: юго-восточная часть Гондваны, отделившаяся в начале мелового периода и в начале кайнозоя распавшаяся на Австралию и Зеландию. С тех пор и до наших дней эти земли оказались отрезаны от других материков, что привело к значительному своеобразию их животного и растительного мира.

## Му в культуре (Мифы Ктулху)
Му (от англ. Mu) — вымышленный континент в Мифах Ктулху. Г. Ф. Лавкрафт упомянул его в своём рассказе «Вне времени» (1933). Му встречается в некоторых других рассказах из цикла Мифов, включая многие написанные Лином Картером.
Упоминается также в произведении «Видение Яддита» из приложения к Некрономикону.
В Мифах Ктулху Му является затонувшим континентом, на котором в прошлом впервые появилось человечество. Яддит-Го (от англ. Yaddith-Gho) — базальтовая гора на континенте Му. На её вершине находилась колоссальная древняя каменная крепость, которая, по легенде, была построена миллионы лет назад расой с планеты Юггот. Некогда гора Яддит-Го находилась в королевстве К’нан. Гора была запретным местом, так как в ней обитал могущественный бог Гатаноа, который приводил в ужас обитателей окрестных земель. У подножия горы находился храм, где регулярно происходили жертвоприношения, чтобы бог не покидал своего обиталища.